# Paul Watson (miljøaktivist)
 For alternative betydninger, se Paul Watson. (Se også artikler, som begynder med Paul Watson)
Paul Watson (født 2. december 1950) er en canadisk miljø- og dyrebeskyttelsesaktivist, der i 1990'erne blev kendt i medierne på grund af en række kontroversielle aktioner mod norsk, islandsk og japansk hvalfangst. Han er stifter og leder af dyrebeskyttelsesorganisationen Sea Shepherd.
I begyndelsen af 1970'erne deltog han i en række aktioner arrangeret af Greenpeace både som sømand og kaptajn. I 1977 blev han bandlyst fra Greenpeace på grund af voldelige handlinger, og dannede efterfølgende sin egen organisation, Sea Shepherd. Watson blev dømt in absentia af en norsk domstol i 1997 for forsøget på at sænke skibet "Nybrænna" på Steine i Lofoten i 1992. Han blev anholdt i Holland og sat i hollandsk varetægt i 80 dage, mens udleveringsanmodningen blev behandlet.
I 1993 tog han et fotografi, der viser tilhængere af general Mohamed Farrah Aidid, der trækker en dræbt amerikaner gennem gaderne i Mogadishu. Fotoet indbragte Robert Capa Gold Medal (en).
I vinteren 2011 deltog han i eftersøgningen af det norske skib "Berserk", som sank sammen med dele af besætningen.
I juli 2024 blev Watson arresteret i Grønland, da han er internationalt eftersøgt af Japan. Japan har bedt Danmark om at få udleveret Paul Watson til retsforfølgelse. Paul Watson blev løsladt 17. december 2024 og skal ikke udleveres til Japan. I december 2024 afviste det danske justitsministerium Japans anmodning om at udlevere Watson, og som følge heraf blev han løsladt fra fængslet.